# 가산금
가산금(加算金)은 행정법상 급부의무불이행에 대해서 부과되는 금전적 제재로서 예컨대, 납부기한까지 국세를 납부하지 아니한 경우 체납된 국세에 대하여 100분의 3에 상당하는 금액을 추가로 징수하는 등에 해당된다.